# NGC 6902A-2
NGC 6902A-2 (другие обозначения — PGC 64576, ESO 285-4A, MCG -7-41-32, AM 2019-442) — линзообразная галактика (SB0) в созвездии Стрелец.
Этот объект не входит в число перечисленных в оригинальной редакции «Нового общего каталога» и был добавлен позднее.